# Ksar Tatiouine
Ksar Tatiouine (en arabe : قصر تاطيوين) est un village fortifié dans la province de Midelt, région de Draa-Tafilalet au Maroc .